# Protokolární pero
Protokolární pero (ceremoniální pero) bývá drahé zdobené pero, které je státníkům či jiným významným osobnostem poskytnuto k podepsání významné smlouvy, slavnostního slibu nebo jiného významného dokumentu. Často bývá zvykem, že je označeno logem či nápisem připomínajícím událost či smluvní stranu a signatářská strana si po podpisu pero může ponechat na památku. Někdy tak činí se samozřejmostí, jindy se signující státník hostitelské strany optá, jako například francouzský prezident Nicolas Sarkozy při návštěvě Rumunska. Někdy bývalo zvykem, že každá strana podepisuje vlastním perem a po aktu si je slavnostně vymění. V pořadu z filmových archívů Hledání ztraceného času komentuje Karel Čáslavský, jak si Jan Masaryk smutně prohlíží pero, které dostal výměnou za svého zlatého Parkera.

## Prezident České republiky a protokolární pera
V České republice se zájem o problematiku protokolárních per výrazně zvýšil v důsledku způsobu, jakým prezident republiky Václav Klaus 4. dubna 2011 v Chile převzal pero vykládané polodrahokamem lapis lazuli, kterým předtím ministr zahraničí Karel Schwarzenberg podepsal mezinárodní smlouvu. Šlo o umělecký výrobek v ceně 20 000 chilských pesos (zhruba 700 korun), který nenesl žádnou značku, jméno ani věnování, ale byl na ní pouze nápis República de Chile (Chilská republika), pro chilské ministerstvo zahraničí je vyrobila společnost Inoxcrom z Barcelony.
Média však věnovala perům pro prezidenta republiky pozornost již dříve. Například luxusní pero výrobce Koh-i-noor Hardtmuth s poplatinovaným hrotem z 18karátového zlata, kterým 7. března 2008 podepisoval svůj prezidentský slib, vyrobené v limitované edici 10 kusů určené výhradně prezidentům České republiky, mělo údajně nevyčíslitelnou hodnotu a odborníci na aukce odhadovali podle Novinek.cz jeho možnou prodejní cenu na asi jeden milión korun, přičemž náklady na výrobu a vývoj činily kolem 5 milionů Kč, podle Hospodářských novin byla hodnota tohoto pera sto tisíc korun. Pero Václav Klaus od generálního ředitele Koh-i-noor Hardtmuth slavnostně převzal den před podpisem prezidentského slibu, aby měl čas jej otestovat a natrénovat si zacházení s ním.
Luxusními pery značky Koh-i-noor Hardtmuth údajně psali i představitelé někdejšího královského dvora ve Vídni i prezidenti první Československé republiky, podle prezidentské kanceláře první prezidenti České republiky.
K vývoji nových per firmu Koh-i-noor inspirovala událost z roku 2003, kdy prezidentu Václavu Klausovi při podpisu prezidentského slibu přestalo psát připravené pero, takže pohotově použil své vlastní plnicí pero.

## Jiná pera
Pro podpis smlouvy mezi Ruskou federací a USA o omezení strategických jaderných zbraní na setkání hlav obou velmocí v Praze v roce 2010 zajistila česká prezidentská kancelář mosazné pero CROSS Townsend Black GT s vysoce leštěnou lakovou povrchovou úpravou černé barvy, hrotem z 18karátového zlata a doplňky pozlacenými 23karátovým zlatem a pro tuto příležitost byl objednán speciální modrý inkoust Diamine Royal Blue. Firma Cross, založená roku 1846 ve Spojených státech, je první firmou na světě, která začala vyrábět kuličková a plnicí pera. Hlavním speciálním požadavkem byla kombinace černé a zlaté barvy. Oficiálně byla dodána pouze dvě pera, ačkoliv podle protokolu musí být pro případ selhání připravena i dvě náhradní. Nebylo předem známo, zda si státníci pera po podpisu ponechají, ale předpokládalo se, že ano. Cena takového pera je něco přes 6 tisíc Kč a platí na něj doživotní záruka. 80ml lahvička použitého inkoustu stojí asi 250 Kč. Vzhledem k tomu, že Obama je levák a pro leváky je psaní plnicím perem nepraktické, protože hrozí rozmazání, musel při podpisu kroutit ruku tak, že se nad tím novináři pozastavili. Manažer jedné z firem dodávající psací potřeby, který si nepřál být jmenován, označil za pochybení hradního protokolu, že nenabídl Obamovi i luxusní kuličkové pero. Při své inauguraci Obama upřednostnil keramické pero (takzvaný roller), rovněž firmy Cross, která je dodavatelem pro Bílý dům. K podpisu pražské smlouvy bylo státníkům nabídnuto i pero prvního československého prezidenta T. G. Masaryka, ale ani jeden z nich nabídky nevyužil a oba zvolili moderní pero značky Cross.
Kancelář prezidenta vybírala ze tří typů per, vybrány nebyly značky Visconti Divina a Visconti Homo Sapiens. Pero Visconti Divina stojí kolem 18 tisíc korun a má tělo z černého netříštivého skla Lucite odolného proti UV záření. Pero Visconti Homo Sapiens je vyrobeno ze sopečné lávy Etny a stojí 13 tisíc Kč.
Firma Visconti vyrobila též 999 kusů ručně vyráběných číslovaných per Visconti La Bibbia s ručně malovanými biblickými výjevy, na těle pera ze Starého zákona (Adam a Eva u stromu poznání, Noemova archa při potopě světa, David a Goliáš, obětování Izáka praotcem Abrahámem, seslání Božího zákona Mojžíšovi na hoře Sinaj) a na víčku výjevy z Nového zákona (narození Ježíše Krista v Betlémě, křest v řece Jordánu, poslední večeře Páně a nanebevzetí na Olivetské hoře), autorem barevného domalování je Claudio Mazzi. Tvary jeho částí jsou inspirovány například kamennými deskami božího zákona a svatým grálem. Tělo je z pryskyřice slonovinové barvy, většina kovových částí z Vermeilu, vysoce kvalitního pozlaceného stříbra, hrot je z osmnáctikarátového zlata, pružinový klip k uchycení na sako je z 23karátového zlata. Výjevy jsou malovány technikou „painted scrimshaw“, při níž se suchou jehlou vyryjí do povrchu pera kontury budoucích obrázků a vylijí černým inkoustem a pak se domalují barvou. Pero s číslem 001 vlastní papež, pero č. 240 bylo nabízeno v České republice za 96 630 Kč, verze se všemi díly z ryzího zlata by byla za 329 900 Kč.